# Pteronemobius garrotis
Pteronemobius garrotis är en insektsart som beskrevs av Otte, D. och R.D. Alexander 1983. Pteronemobius garrotis ingår i släktet Pteronemobius och familjen syrsor. Inga underarter finns listade i Catalogue of Life.